# Antropología teatral
La Canoa de Papel: tratado de Antropología Teatral (La Canoa di Carta) es un tratado sobre las condiciones pre-expresivas de la actuación, escrito por Eugenio Barba, director del Odin Teatret (Holstebro, Dinamarca), alumno de Jerzy Grotowski y experto en teatro asiático, con largas estancias en Japón, India, Indonesia, Bali, China y Taiwán. En él se compilan reflexiones, ideas, comparativas y ejercicios sobre la Antropología Teatral –término acuñado por el mismo Eugenio Barba- escritos a lo largo de treinta años. Fue publicado en 1993.

A veces el camino más breve entre dos puntos es un arabesco. La ruta de una canoa obstaculizada por las corrientes. La canoa de papel es este libro. Las corrientes son la materia en movimiento de la multiplicidad de los teatros y de sus actores, experiencias y memorias. La canoa navega por líneas tortuosas pero según un método. (Pág 81)

En él investiga y compara lo que llama Polo Norte (el teatro oriental) con el Polo Sur (el teatro occidental). Apoyado en los escritos de maestros del siglo XX como Stanislavski, Meyerhold, Craig, Copeau, Etienne Decroux, Artaud, Brecht y Grotowski, y con su conocimiento directo en el Teatro Nô, el Kabuki, el Onnagata, el Barong, el Kyōgen, el Kathakali, la Ópera china y las Danzas Balinesas, deduce la esencia del bioescénico según principios que retornan, principalmente en las fuerzas que gobiernan el equilibrio, en las oposiciones que rigen los movimientos, en la aplicación de una realidad escénica coherente y en la sustracción de la lógica del movimiento cotidiano. Estos principios son los universales con los que toda disposición escénica cuenta previamente a cualquier labor codificada y comunicativa.
- Datos: Q3620447